# Paweł Zalewski
Paweł Ksawery Zalewski (Warsaw; 25 de Setembro de 1964 —) é um político da Polónia. Foi eleito para a Sejm em 25 de Setembro de 2005 com 14068 votos em 11 no distrito de Sieradz, candidato pelas listas do partido Prawo i Sprawiedliwość.
Também foi membro da Sejm 1991–1993, 2005–2009, 2019–.